# الرمزية الأدبية في العصور الوسطى

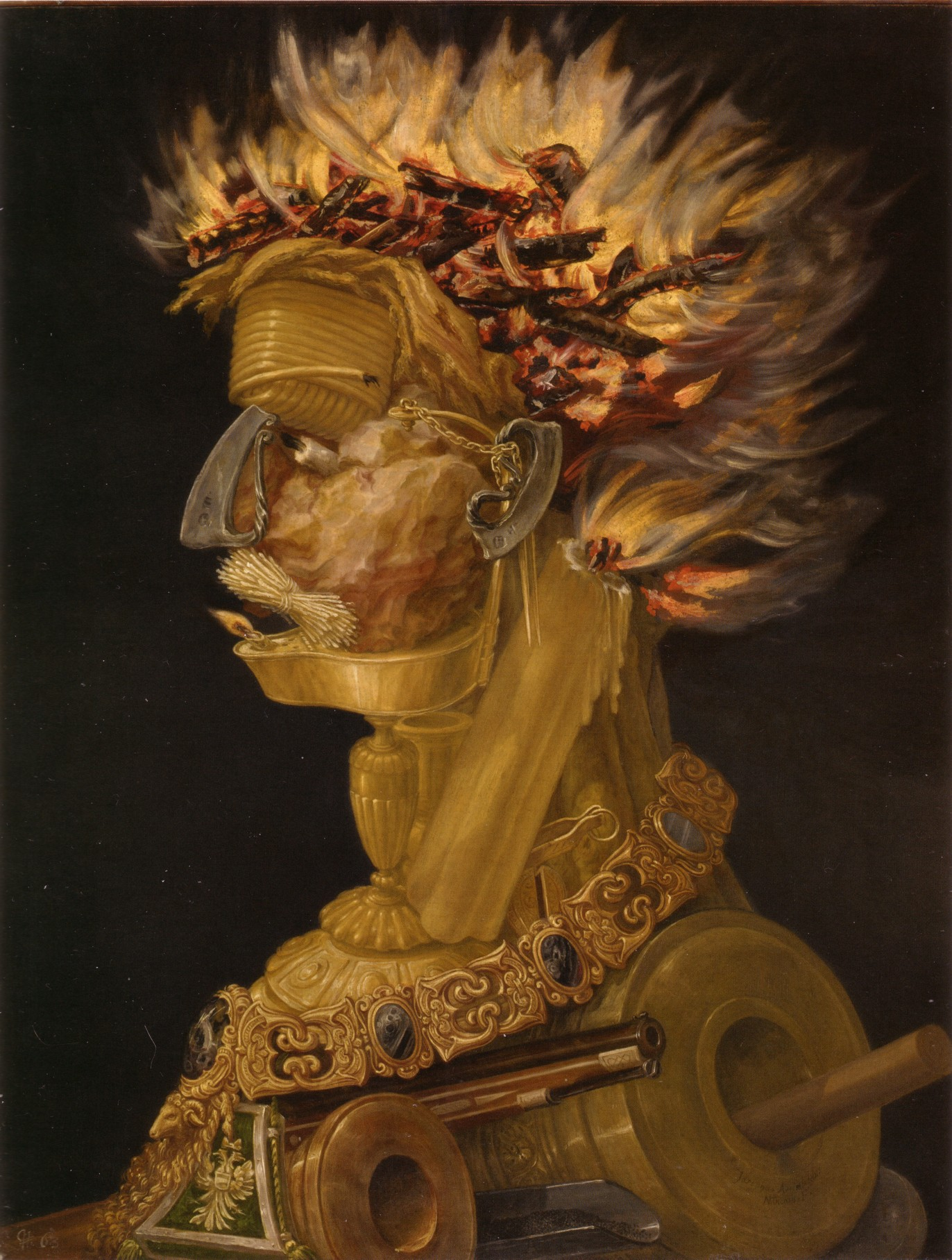

كانت الرمزية الأدبية في العصور الوسطى عنصرًا أساسيًا في بناء الأعراف الإنجيلية والكلاسيكية لتشكل ما عُرف لاحقًا باسم ثقافة العصور الوسطى. ابتعد الناس في العصور الوسطى بوعي عن الإرث الثقافي للعالم القديم أثناء تأسيس مؤسساتهم وأفكارهم، لذلك كانت الرمزية الأدبية في العصور الوسطى وفن العصور الوسطى المحرك الأساسي للتأليف والاستمرار التحولي بين العالم القديم والعالم المسيحي «الجديد».
لم يلحظ الناس في العصور الوسطى الحاجز نفسه الذي يراه المراقبون المعاصرون والذي يفصل بينهم وبين أسلافهم الكلاسيكيين، بل لاحظوا الاستمرارية بينهم وبين العالم القديم عوضًا عن ذلك، واستخدموا الرمزية الأدبية كعامل تأليفي يدمج الصورة ككل.

## العهدين القديم والجديد
بدأت الرمزية في العصور الوسطى كمنهج مسيحي يهدف إلى موالفة التناقضات الموجودة بين العهدين القديم والجديد. دُرس كل من العهدين واعتُبرا وحيًا إلهيًا من الرب بالقدر نفسه، لكن احتوى العهد القديم على انقطاعات للمسيحيين، كقوانين كشروت اليهودية مثلا. وبالتالي اعُتبر العهد القديم مرتبطًا بتوقع أحداث العهد الجديد، وبفكرة ارتباط أحداث العهد القديم بالأحداث الواقعة في حياة المسيح على وجه الخصوص. اعتُبرت أحداث العهد القديم جزءًا من القصة، بينما وضعت الأحداث في حياة المسيح نهاية حتمية لهذه القصص. يُطلَق اسم دراسة رموز الكتاب المقدس على احتواء أحداث العهد الجديد في العهد القديم.
تُعتبر قصة يونس والحوت من العهد القديم أحد الأمثلة عن دراسة الرموز في الكتاب المقدس. التفسير الرمزي لهذه القصة في العصور الوسطى هو أنها تتنبأ بدفن المسيح، إذ يرمز بطن الحوت إلى قبر المسيح. يتحرر يونس ويخرج من بطن الحوت بعد ثلاثة أيام، وكذلك بُعِث المسيح من قبره بعد ثلاثة أيام. بالتالي، أينما وجد المرء تلميحًا عن يونس في أدب أو فن العهد القديم، فذلك يمثل غالبًا رمزًا عن دفن وبعث المسيح.
أحد الأمثلة الأخرى عن الرموز الشائعة في دراسة رموز الكتاب المقدس هم الأنبياء الأربعة الرئيسيين في العهد القديم، إشعيا، وإرميا، وحزقيال، ودانيال. يرمز هؤلاء الأنبياء الأربعة إلى الحواريين الأربعة: متى، ومرقس، ولوقا، ويوحنا بن زبدي. كانت المقارنات التي وجدها المعلقون بين قصص العهدين القديم والجديد لا تُحصى.

كان هناك تقليد في العصور الوسطى عن تأريخ وبسط الأساطير أيضًا –أي التفسير الرمزي للأساطير الوثنية. كان كل من الإنيادة لمؤلفها فيرجيل والتحولات لأوفيد كتبًا مدرسية معيارية أثناء العصور الوسطى، وكان كل منهما يحتوي على تقليد طويل من التأويلات الرمزية.
«يمكن إيجاد دليل رمزي في سيينا في لوحة للمسيح مصلوبًا تحمل عنوان سانو دي بيترو كروسيفيكس (باللاتينية: Sano di Pietro’s Crucifix) وتعود للقرن الخامس عشر. يمكن رؤية طير ينقر صدره في أعلى الصليب، فيقطر الدم من الجرح ليطعم صغاره المنتظرين في الأسفل. إنها البجعة التي روى قصتها عالم الطبيعة الروماني بلينيوس الأكبر. وعند تحليل القصة الوثنية المشابهة لها، تعني أن المسيح يطعم أولاده من دمه».
رأى فلاسفة العصور الوسطى الرمزية في العالم الطبيعي أيضًا، وفسروا الحيوانات، والنباتات، وحتى الأشياء غير الحية في كتب تُدعى بالحيوانات الرامزة كرموز لشخصيات وآداب الكتاب المقدس. على سبيل المثال، يقارن أحد الكتب حيوان الأيل بالأشخاص الذين نذروا أنفسهم للكنيسة، لأنه (وفقًا لعلم الحيوان في العصور الوسطى) تترك مراعيها وتذهب لمراعي أخرى (فردوسية مقدسة)، وعندما تصل إلى الأنهار العريضة (الخطيئة)، تصطف على طول خط مستقيم وتتكئ برؤوسها على جسد الحيوان المجاور لها (تدعم بعضها بالعمل الصالح)، وتعبر الماء سوية.

## تاريخ الرمزية الأدبية

### في أواخر العصور القديمة
تتجسد السمة الرمزية المبكرة في تفسيرات الإنجيل العبري بشكل واضح في قراءة اليهودي فيلون السكندري (20 قبل الميلاد- 50 ميلادي)، الذي دمجت قراءاته الرمزية للسبعونية القصص اليهودية التقليدية مع الأفلاطونية. كان لرمزية فيلون، التي شكلت استمرارية لتقليد قديم، تأثير قليل على الفكر اليهودي اللاحق، ويعود سبب ذلك بشكل جزئي إلى تشتت الثقافة اليهودية في الإسكندرية بحلول القرن الرابع.
تناقل كُتَّاب مسيحيون مثل أوريجانوس (184/185- 253/254) التفسيرات الرمزية وبدأوا بقراءة العهد القديم كسلسلة من التنبؤات بالعهد الجديد، في ذلك الوقت عندما كان التدريب البلاغي أمرًا شائعًا، وعندما كانت الأساطير الكلاسيكية ما تزال نصوصًا تعليمية معيارية، وعندما كانت مجمعات الآلهة الرومانية والإغريقية ما تزال عبارة عن أشكال مرئية (إن لم يكن السكان المتعلمين معترفين بها تمامًا)، وعندما تبنت الأديان الجديدة مثل المسيحية عوامل وثنية أو رفضتها بسبب علم الترميز (دراسة وتفسير الرمزية).
كتب برودينتيوس العمل المسيحي المنفرد الرمزي تمامًا والباقي حتى اليوم، ويُدعى سايكوماتشيا (باللاتينية: Psychomachia)، ومعناه («حرب الروح»)، في نحو عام 400 للميلاد. تتألف الحبكة من الفضائل «الجيدة» المتجَسدة في الأمل، والوقار، والعفة، والتواضع، وغيرها. وتحارب الخبائث «السيئة» المتجسدة في الغرور، والغضب، والوثنية، والجشع، وغيرها. تلعب دور الشخصيات المتجسدة نساء، لأن للكلمات اللاتينية للمفاهيم المجردة في اللاتينية طابع نسائي أنثوي، ومن الممكن أن يفهم القارئ غير المتمكن القصة بشكل حرفي على أنها قصة مجموعة من النساء الغاضبات المتحاربات فيما بينهن، لأن برودينتيوس لا يقدم سياقًا أو شرحًا للرموز.
في الفترة عينها من أوائل القرن الخامس، ظهر ثلاثة كُتَّاب مهمين في تاريخ الرمزية، وهم: كلاوديانو بيزيرا دا سيلفا، وماكروبيوس، ومارتيانوس كابيلا. لم يُعرف الكثير عن حياة كل منهم، حتى حقيقة كونهم مسيحيين حقيقيين أم لا، لكننا نعرف حقيقة أنهم كانوا يميلون إلى التعبير عن المواد الموجودة بشكل رمزي، عن طريق التجسيد بشكل رئيسي، ما أصبح لاحقًا جزءًا معياريًا من طرائق التعليم المدرسي في العصور الوسطى.
هاجم عمل كلاوديانو الأول في روفينم الراهب تيرانيوس روفينوس القاسي، وكان ليصبح مثالًا بسبب كتاب أنتيكلاوديانو في القرن الثاني عشر، وهو رمزية معروفة عن كيف يصبح المرء شريفًا. كما أن عمله اغتصاب بروسبيرين (بالإنجليزية: Rape of Prosperpine) شكل ابتهالًا بالرمزيات الأسطورية، والتجسيد، والرمزيات الكونية.
استخدم معلقو الأفلاطونية المحدثة الرمزية كأداة بلاغية، وفلسفية، ودينية عند قراءة الأساطير القديمة مثل أساطير هوميروس وأفلاطون.
كتب ماكروبيوس كتاب تعليق على حلم سيبيو (بالإنجليزية: Commentary of the Dream of Scipio)، مقدمًا بذلك الموضوع المفضل في العصور الوسطى، وهو المعالجة الرمزية للأحلام.
أخيرًا، كتب مارتيانوس كابيلا كتابًا بعنوان «زواج فقه اللغة من كوكب عطارد» (باللاتينية: De nuptiis Philologiae et Mercurii)، ويشير العنوان إلى الاتحاد الرمزي للتعلم الذكي مع حب الرسائل. تضمن أطروحات قصيرة عن «الفنون السبعة المتحررة» (القواعد، والبلاغة، والجدلية، والهندسة، والحساب، وعلم الفلك، والموسيقى)، وأصبح بالتالي كتابًا مدرسيًا، يؤثر بشكل كبير على المعلمين والطلاب عبر العصور الوسطى.
عرَّف بوثيوس، الذي هو على الأرجح هو أكثر الكُتَّاب تأثيرًا في أواخر العصور القديمة، قراء عمله عزاء الفلسفة على فكرة الفلسفة مجسدة في شخصية سيدة، وشكلت مصدر الشخصيات المجسدة اللاحقة التي لا تعد ولا تحصى (مثل السيدة لاك، وفورتونا، وغيرهما).